# Erich von Schickfus und Neudorff
Erich Gustav von Schickfus und Neudorff (* 27. Mai 1880 in Wilka; † 6. Dezember 1955 in Oerlinghausen) war ein deutscher Generalmajor der Reichswehr.

## Leben
Der aus einem Adelsgeschlecht stammende Schickfus und Neudorff schlug 1899 die Militärlaufbahn ein. Nach dem Ersten Weltkrieg wurde Schickfus und Neudorff in die Reichswehr übernommen und dort im Stab der 3. Division am 1. Februar 1924 zum Oberstleutnant befördert. 1930 wurde er als Oberst Kommandeur des 15. Infanterie-Regiments in Kassel und als solcher Nachfolger des Generalmajors Cordt Freiherr von Brandis. 1932 erfolgte seine Beförderung zum Generalmajor. Er gab im selben Jahr das Kommando an Oberst Werner Kienitz ab und erhielt im Alter von 52 Jahren seinen Abschied.
1915 hatte er in Berlin-Friedenau Margarethe von Falk (* 1891; † 1985) geheiratet, sie war die Tochter der Meta von Lentzcke und des späteren kgl. preuß. Generals Adalbert von Falk. Aus dieser Beziehung stammte die Oberregierungs-Rätin i. R. Barbara Rose von Schickfus und Neudorff. Barbara Rose blieb unvermählt.

## Auszeichnungen
- Eisernes Kreuz (1914) II. und I. Klasse[1]
- Ritterkreuz des Königlichen Hausordens von Hohenzollern mit Schwertern[1]
- Preußisches Dienstauszeichnungskreuz[1]
- Ritterkreuz I. Klasse des Friedrichs-Ordens mit Schwertern[1]